# Switłana Bresławska
Switłana Bresławska (ukr. Світлана Володимирівна Бреславська trb. Switłana Bresławśka (ur. 13 lutego 1969 w Kałuszu) – ukraińska pisarka, krytyk literacki, tłumaczka z języka polskiego. W latach 2019–2023 prezes Oddziału Narodowego Związku Pisarzy Ukrainy w Iwano-Frankiwsku. Od 2022 roku należy do Związku Literatów Polskich oraz do Stowarzyszenia Tłumaczy Literatury.
Autorka książek poetyckich: Dwa kroki do raju (2015), Przekroczyć próg (2015), W dół głową (2016), Ty (2017), Kilku głosami (2019), Na linii oddechu (Wrocław, 2018), Inkarnacja bólu (2023), zbioru krytycznoliterackich artykułów Z księgi odzewów i propozycji (2018), tomu nowel Wszystkie faworyty króla (2019). Jej pojedyncze utwory zostały przetłumaczone na język polski, niemiecki, francuski, angielski, hiszpański, węgierski, czeski, litewski i białoruski.
W języku polskim wydała zbiór opowiadań Dzień Kolombiny (2023) w przekładzie literackim Piotra Prokopiaka oraz dwujęzyczną, polsko-ukraińską książkę poetycką Inkarnacja bólu (2023).
Redaktorka antologii My – z 90-tych. Znalezione pokolenie (2017) i literacko-historycznego almanachu Urodziliśmy się w wielkiej godzinie (2017), dwujęzycznej antologii Apostołowie ХХ stulecia: los Ukrainy w poezji (2020). Jest autorką projektu tłumaczenia na język polski książki Książę rosy Tarasa Melnyczuka (2020; tłumaczenie na język polski obu książek – Kazimierz Burnat).
W przekładzie Switłany Bresławskiej z języka polskiego ukazały się książki: Koniec lata w Arkadii: Kazimierz Burnat Sycenie nieznanym, Leszek Szaruga Logo Reya, Andrzej Walter Śmierć bogów (2017), Iluzja wieczności Kazimierza Burnata (2018), Uczta motyla Andrzeja Bartyńskiego (2018), Na granicy przed niechcianym światem Piotra Prokopiaka (2022), Zielony manuskrypt Piotra Prokopiaka (2022), Od upadku do sukcesu. Jak porażkę przekuć w złoto Thomasa Eriksona (2022). Poza tym przetłumaczyła na język ukraiński opowiadania Brunona Schulza: Manekiny, Traktat o manekinach (1988), Undula (2022), powieści Moniki Warneńskiej Magdalena (2016), Stanisława Ignacego Witkiewicza Pożegnanie jesieni (2022), Czesława Janczarskiego Przygody i wędrówki Misia Uszatka (2022).
Publikuje w czasopismach literackich: „Dzwin” („Дзвін”), „Перевал”, „Золота пектораль”, „Літературна Україна”, „Екзиль”, „Західний кур’єр”, „Німчич”, „Ґражда”, „Буковинський журнал”, „Степ”, „Слово Просвіти”, „LiryDram”, „Hybryda”, „Gazeta Wyborcza”, „Babiniec Literacki”, „Посестри”, „Protokół kulturalny” (Poznań), „Migotania”, „Gazeta Kulturalna”, „Miasteczko Poznań” również w ukraińskich i polskich antologiach i almanachach.
Członkini kolegium redakcyjnego literacko-artystycznego czasopisma „Dzwin” (Lwów).
Uczestniczka międzynarodowych literackich festiwali Międzynarodowa Galicyjska literacka jesień (2016, 2018, 2019), Poeci bez granic (Wrocław/Polanica-Zdrój, 2017–2019, 2021–2023); Międzynarodowej konferencji Jak podanie ręki (Poznań, 2018, 2021–2023), Literacko artystycznego festiwalu Literacka Warta nad Czeremoszem (2019); festiwalu XXVIII Pomorska Wiosna Literacka (2022).
Laureatka Nagrody im. Iwana Franki miasta Iwano-Frankiwsk w dziedzinie poezji (2016) oraz Nagrody Literackiej im. Jurija Janowskiego w dziedzinie przekładu (2018). Za wybitne zasługi wyróżniona Honorową odznaką ZLP (2021). Minister Kultury i Dziedzictwa Narodowego nadał jej odznaczenie „Zasłużony dla Kultury Polskiej” (2024).
Od ostatnich dni lutego 2022 współpracowała z grupą tłumaczy-wolontariuszy Uniwersytetu im. Adama Mickiewicza w Poznaniu. W tym czasie przetłumaczyła z polskiego na język ukraiński książki: Baśnie na każdy dzień Józefa Herolda (2022), Realistyczne obrazy Aresa Chadzinikolau (2022), Legendy Poznania Andrzeja Sikorskiego (2022), Dziadek i niedźwiadek Łukasza Wierzbickiego (2022), Arbuz i Pchełka, czyli Wielki wypasy po Wielkopolsce Maliny Przysługi (2023), Rehabilitacja Małgorzaty Jańczak (2023); artykuły Witolda Gombrowicza O literaturze polskiej, Artura Sandauera Rzeczywistość zdegradowana. Rzecz o Brunonie Schulzu.
Wspólnie z pisarzem Piotrem Prokopiakiem zrealizowała projekt Jestem z Drohobycza/Я – з Дрогобича (2022) z okazji 130. rocznicy urodzin Brunona Schulza. W skład książki weszły wiersze Jerzy Ficowskiego, Tadeusza Różewicza, Łucji Dudzińskiej, Piotra Prokopiaka oraz artykuły poświęcone geniuszowi polskiej literatury i opowiadanie Вrunona Schulza Undula – wszystkie teksty w tłumaczeniu Switłany Bresławskiej.
W ramach rezydencji Instytutu literatury w Krakowie przetłumaczyła powieść Stanisława Ignacego Witkiewicza Nienasycenie oraz zbiór artykułów Witkacy. Drapieżny umysł wydany przez Instytut Witkacego (2022).